# Josef Hofmann (politik)
Josef Hofmann (20. března 1858 Karlovy Vary – 21. června 1943 Karlovy Vary) byl rakouský a český pedagog, etnograf a politik německé národnosti, na počátku 20. století poslanec Českého zemského sněmu.

## Život
Josef Hofmann působil do roku 1919 jako pedagog, nejdříve na obecné škole, od roku 1893 na měšťanské škole, později jako ředitel měšťanské školy a ředitel odborné živnostenské školy v Karlových Varech. Zabýval se výzkumem lidové sudetoněmecké kultury, psal v místním nářečí. Byl veřejně aktivní. V období let 1890–1919 zasedal v karlovarském obecním zastupitelstvu.
Počátkem 20. století se zapojil i do zemské politiky. Ve volbách v roce 1901 byl zvolen v kurii městské (volební obvod Karlovy Vary) do Českého zemského sněmu. Politicky patřil k všeněmcům. Na poslanecký mandát rezignoval roku 1904.